# Moulin d'Ancette
 (mai 2017).
Si vous disposez d'ouvrages ou d'articles de référence ou si vous connaissez des sites web de qualité traitant du thème abordé ici, merci de compléter l'article en donnant les références utiles à sa vérifiabilité et en les liant à la section « Notes et références ».

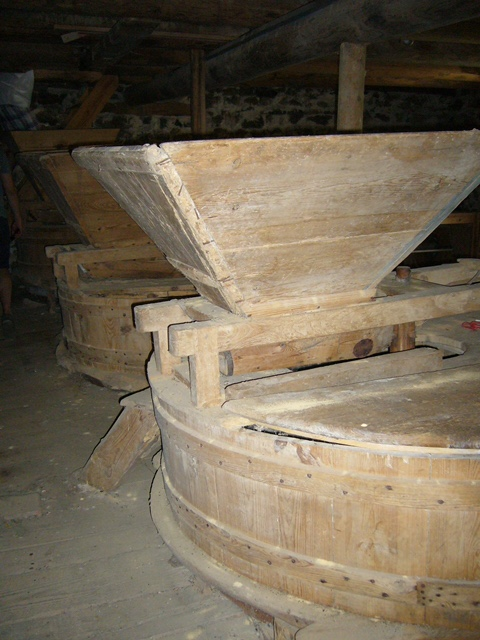
Meule Moulin d'Ancette

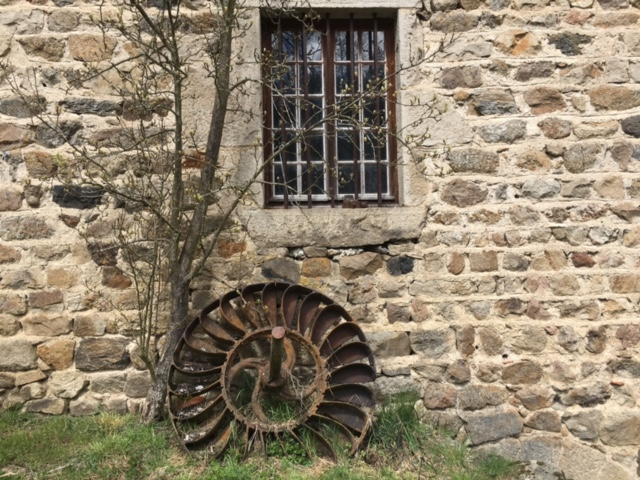
Roue à augets

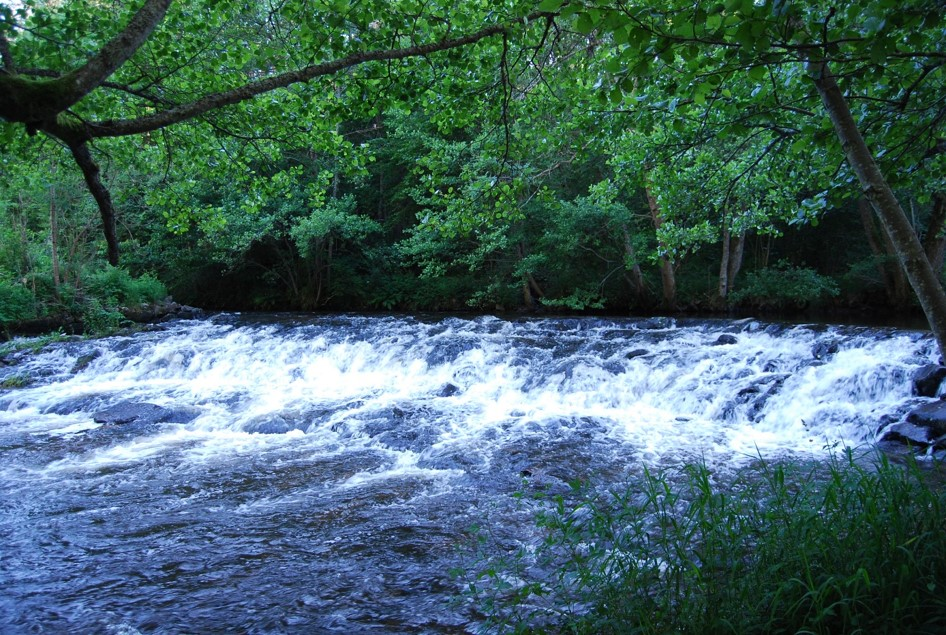
Chaussée du moulin d'Ancette

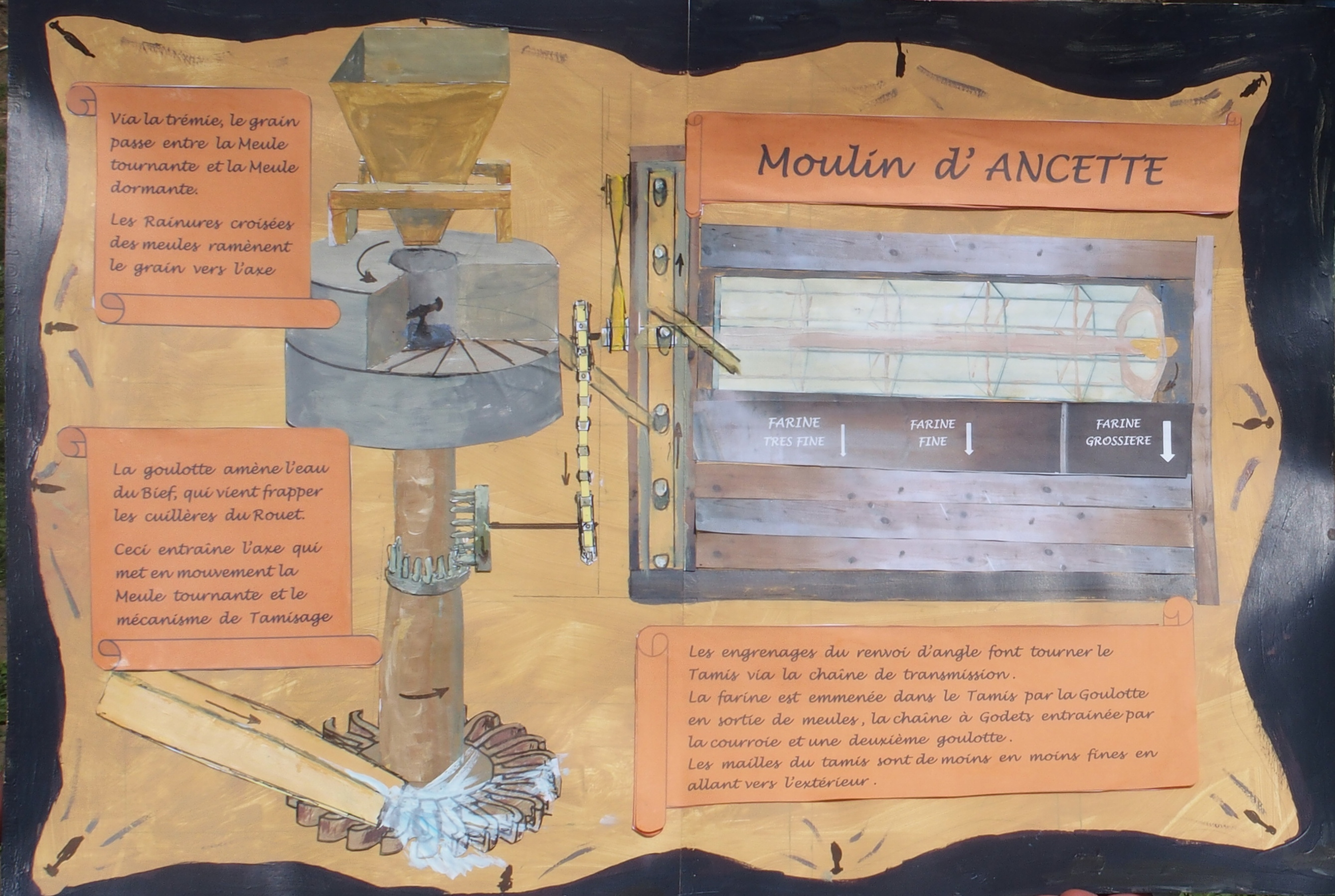
Peinture de Pierre Julien pour illustrer le fonctionnement du moulin d'Ancette

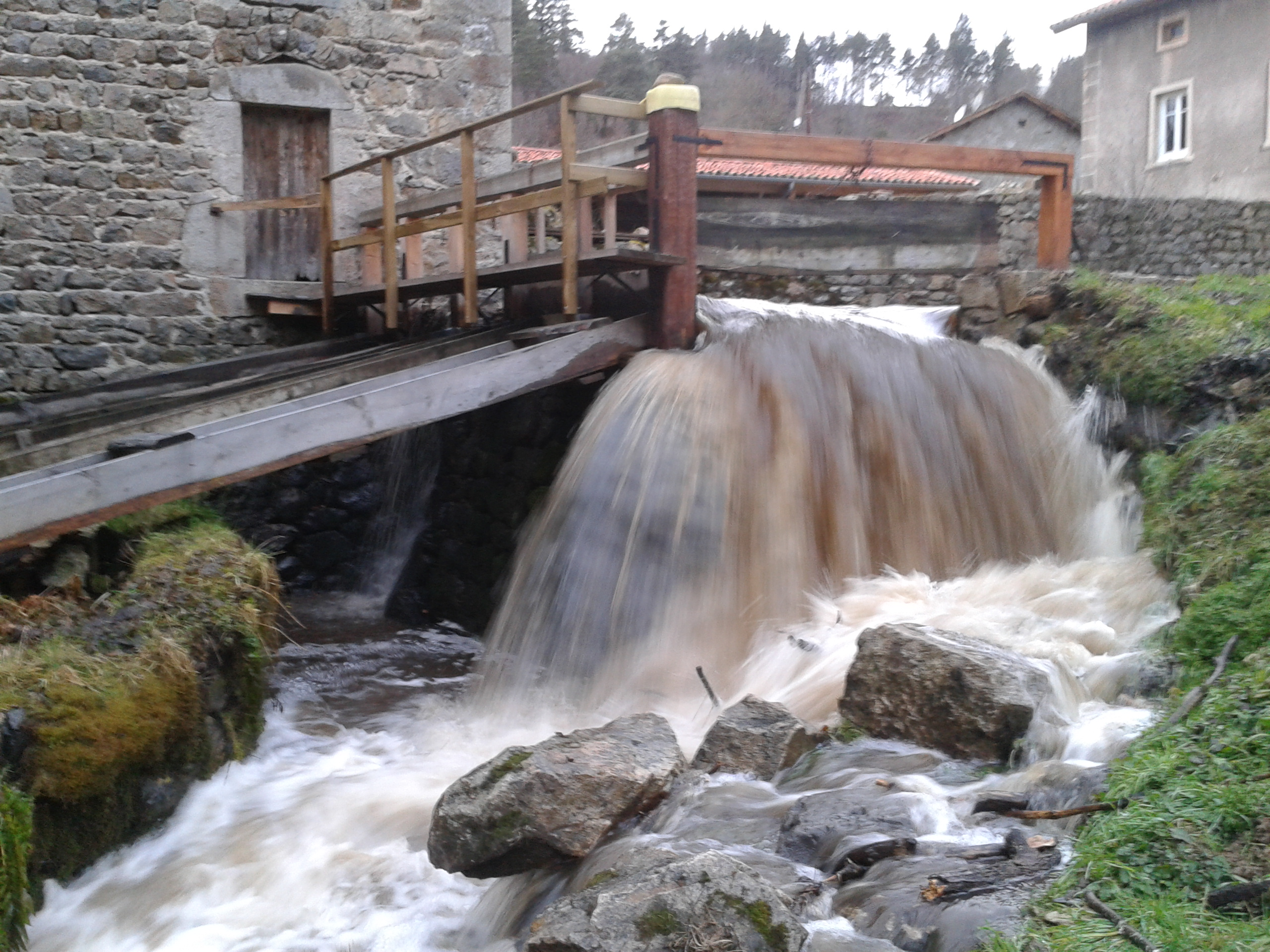
Vannes moulin Ancette

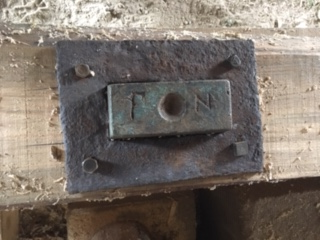
Pièce pour meule

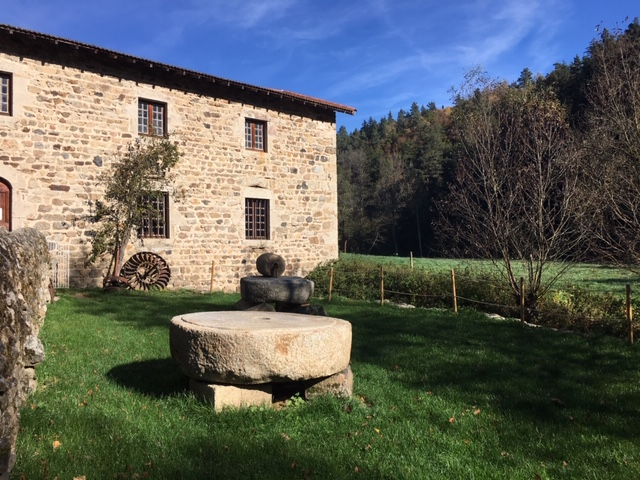
Jardin Ancette

Le moulin d'Ancette est un moulin hydraulique à grains du XIVe siècle, refait en 1868[réf. nécessaire],, et situé dans un hameau, à 200 mètres en contrebas du bourg de Saint-Julien-d'Ance (Haute-Loire), à 733 mètres d'altitude.

## Géographie
Le moulin d'Ancette est situé sur le canal (bief) de l'Ancette qui est une dérivation de la rivière l'Ance du Nord, d'une longueur de 65 km, qui prend sa source à 1345 m d’altitude, sur la commune de Valcivières (Puy-de-Dôme) et rejoint la Loire à Bas-en-Basset (Haute-Loire).
Le bief est connu pour la pureté de ses eaux, on notera la présence de moules perlières (espèce protégée).
La rivière est un paradis pour les pécheurs : présence de truite fario, ombre commun, chabot, lamproie.
Le bief (ou béal, ou canal) : 1200 mètres de long entre la chaussée sur l’Ance et le moulin d’Ancette, il y a 1.34 m de hauteur sur la chaussée.
Cette rivière prend sa source à 1435 mètres d'altitude sur la commune de Valcivières, au col des Supers, dans le Puy-de-Dôme. Elle rejoint la Loire à Bas-en-Basset en Haute-Loire et parcourt environ 65 kilomètres. Elle traverse d'Ouest en Est la commune de Saint-Julien-d'Ance. 
Il y a eu jusque 11 moulins sur la localité de Saint-Julien-d'Ance. 
Sur la rive droite de la rivière, le volcan des Chaffoix a couvert presque toute la partie sud de roches basaltiques dont les prismes écroulés forment "une rivière de pierre" très spectaculaire de près de un kilomètre en surplomb du village de Bourianne, ce lieu est appelé la « coulée de lave de Bourianne ».

## Architecture
Le moulin d'Ancette est un moulin à chéneaux ouverts avec 4 roues horizontales. 
Ce moulin patrimonial fonctionne par entraînement par eau, avec : 
- une passerelle avec un système de quatre vannes plus une vanne de décharge pour canaliser l'eau vers les goulottes et rejeter dans le bief
- un chéneau (ou goulotte) par meule pour amener l'eau : le chéneau était auparavant taillé dans un tronc d'arbre.

L’eau met en mouvement des roues horizontales. Cette technique nécessite peu d'eau ; une faible chute suffit ; c'est la vitesse de l'eau et non le poids de l'eau (contrairement à une roue à aubes verticale) qui fait tourner la roue ; cette technique était très développée dans la région.
Le débit disponible de la rivière varie de 0,6 à 2 m3/s (hors crues).
La chute est de 2,50 m environ.
La force motrice est de 13 chevaux.
Le moulin a 3 paires de meules ayant chacune une spécialité.
La roue entraîne à la fois les meules et le blutoir : voir l'originalité du pignon d’angle en bois qui démultiplie le mouvement et fait tourner le blutoir.
- une potence : système de préhension permettant de soulever les meules pour les piquer ou les réparer ; tous les 6 mois environ ; appareil de levage de l'époque.
- une roue horizontale à cuillères (ou godets) fixées à la circonférence de la roue pour recevoir l'eau motrice. Initialement, ils étaient en bois, comme sur la roue du fond. Plus tard, ils ont été remplacés par des godets en fonte.
- Une paire de meules en pierres meulières, venant des ateliers de la Ferté sur Jouarre en Seine-et-Marne, fleuron de la production et ont été acheminées par le chemin de fer jusqu'à Craponne, vers les années 1920 lorsque le moulin tournait à plein.
- La meule tournante est la meule supérieure ; celle du dessous, la meule gisante ou dormante, est fixe. 
  - Caractéristiques : poids : 800 kg, diamètre des trois paires : 1,5 m, hauteurs 24 cm pour les meules dormantes et 24 cm pour les meules tournantes   Matériaux en silex ; les pierres étaient piquées régulièrement, tous les 6 mois.
  - La trempure est un système de tige filetée qui permet de régler l'écartement des meules,
  - L'anille, pièce en fer qui soutient la meule supérieure
- avec un blutoir (un tamis en forme de cylindre, avec un axe incliné) pour tamiser la farine[4],[5],[6] et séparer le son de la farine. À l'origine la toile était en soie ; elle a été restaurée en nylon. La maille de la toile est de moins en moins fine, en partant de la gauche vers la droite ; au début la farine la plus fine pour le pain ; puis farine à son ; puis le son qui s'évacue à l'extrémité du blutoir.
- Une trémie : la réserve de grains : au-dessus de la meule. Voir la trémie de l'avant dernière meule : elle date de 1858 et est en parfaite état de conservation,

Le système a été mis en place au Moyen Âge, il consiste à écraser les grains entre les deux pierres, l'une inférieure, fixe, ou dormante, l'autre, supérieure et tournante.
L'archure est un coffrage circulaire qui entoure les meules.
Le grain est versé dans une trémie qui surplombe les meules et s'infiltre par l’œillard, l'évidement central de la meule supérieure.
La farine est rejetée sur les bords et tombe dans une rigole où elle tombe dans des godets qui l'emmènent vers le blutoir.
Pour de la farine traditionnelle, le rendement normal d'un moulin était entre 200 et 400 kilos de farine par 24h.
Le meuleton du moulin d'Ancette aurait 500 ans d'âge, le pourtour en bois du meuleton apparaît comme très ancien, en tout cas antérieure de plusieurs siècles à la dernière transformation du moulin, et pourrait être un témoignage des premiers temps du moulin.
Le diamètre du meuleton est de 160 cm.
Le meuleton est équipé d'une monolithe de pays très épaisse, conique, 45 à 47 cm.
On mettait deux doubles décalitres d'orge, soit environ 35 kilos de grains et la pierre roulait dessus pendant 3 heures. Un râteau en face de la pierre tournait le grain et cela sortait la coquille de l'orge.
Il a été particulièrement utilisé pendant la guerre où il tournait 24h/24 avec deux ouvriers, l'un aidant au moulin et l'autre faisait la tournée des fermes pour prendre le grain ou déposer la farine. 
Le meuleton servait à faire de l'orge perlée (consommée par l'homme, notamment pendant la guerre) et pour "piquer" ou mailler le trèfle ; pour cela on arrachait les fleurs de trèfle avec un peigne, on faisait ensuite sécher et on le piquer puis on vannait ; le trèfle est une graminée destinée à l'alimentation des ruminants ; le tour en bois de la meule qui sert à l’orge perlée, apparaît comme très ancienne, en tout cas antérieure de plusieurs siècles avant la dernière transformation, et pourrait être un témoignage des premiers temps du moulin.
On faisait de la soupe avec l'orge perlée ; à cette époque, il fallait plus de 3 heures pour fabriquer 35 kilogrammes d'orge perlée. 
Toutes les pièces en bois ont été travaillées par un maître de la varlope et du rabot, Celestin Bergeron, spécialiste des moulins, artiste paysan de la commune.
L'installation dans la région de moulins industriels a contraint Joseph Salanon à arrêter la fabrication de la farine panifiable en 1936 puis la farine pour animaux et fermer son entreprise en 1976 .
En 1991, l'Association des Amis de Saint Julien d'Ance passionnée du patrimoine de la commune, sauvegarde le patrimoine et rénove le moulin.
Pendant 20 ans, le moulin est laissé à l'abandon et l'association reprend ses activités meulières à la suite du décès du meunier.
Les nouveaux travaux ont conduit à son inauguration le 17 septembre 2017 à l'occasion des Journées européennes du patrimoine.

## Histoire
Autrefois, la vallée de l'Ance du Nord comptait de nombreux moulins sur trois départements (Puy-de-Dôme, Haute-Loire et Cantal) dont huit moulins sur la commune de Saint-Julien-d'Ance (Peret, Ancette, Le Rodier, Mignard, Giroux, Le Fieu) et la majorité ont disparu ont été transformés en usines électriques.
Un même bâtiment pouvait regrouper plusieurs meuniers, utilisant le même bief mais imposés séparément.
Il ressort de l’exploitation des archives du Moulin, la présence très ancienne d’un moulin à Ancette. Si la date de sa construction n’est pas connue, sa présence est attestée le 2 octobre 1345 quand Hugues de Villedieu fait un don à Hugues de Chateauneuf, chanoine de Brioude.  
Le moulin d'Ancette a pris la place en 1868, d’un autre beaucoup plus ancien, attesté dès avant 1345.[réf. nécessaire],. 
Le revenu du moulin est alors composé de seigle, d’avoine et d’argent à prendre, entre autres, sur le moulin d’Ancette. 
S’il y a un seul canal et un seul bâtiment dans lequel sont installées les paires de meules, du début du XVIe siècle jusqu’au milieu du XIXe siècle, le bâtiment était divisé en deux, avec deux entrées, et exploité par deux familles de meuniers, Salanon et Odier. 
Depuis 1470 jusqu’à aujourd’hui, est connu le nom de tous les meuniers qui se sont succédé au moulin d’Ancette soit dans une partie de celui-ci, soit dans le moulin entier.
Le Moulin a été transmis de génération en génération. De 1470  jusqu’au moins 1525, le moulin a été exploité par la famille Dancette, puis a semblé tomber en déshérence, par suite de l’extinction de cette lignée. Ensuite se sont succédé les familles Blanc, Marconnet, Salanon-Audier, et Salanon. Sa réhabilitation permettra de conserver et transmettre l'activité et la vie des meuniers de cette vallée.
Jeanne Marie Nuel, veuve de Jean Benoit Salanon partage ses biens entre ses enfants le 30 juin 1896 et certains biens du moulin (bois et prairies) passent alors sous la propriété de Joachim Chevalier, le grand-père de Micheline Chevalier Bontemps et arrière-grand-père des propriétaires actuels : Isabelle, Paul et Gilles Bontemps. 
Le moulin tourna professionnellement jusque l’avant-guerre. Il produisait principalement de l'orge perlée ainsi que de l'huile de Colza et de noix. 
Il s'agissait d'un moulin à façon : les agriculteurs amenaient leur grain et récupéraient ensuite la farine. 
Pendant la Première Guerre mondiale, le patron du moulin travaillait avec 2 ouvriers ; l'un aidait au moulin ; l'autre faisait la tournée des fermes, par voiture à cheval ; lever à 4 heures ; 12 à 15h de travail ; 30 francs par mois nourri logé.
L’ensemble actuel est composé de quatre paires de meules, il a tourné professionnellement jusqu’à l’avant-guerre, puis à seule fin domestique (nourriture des animaux de la ferme d’Ancette) jusqu’en 1976.
Après guerre, le moulin était utilisé à seule fin domestique (farine animalière pour la nourriture des animaux) jusqu’en 1976[réf. nécessaire].
Il était équipé de quatre paires de meules, 2 à farine panifiables, une à farine pour animaux et un meuleton à orge perlée permettant la fabrication de la fameuse soupe d'orge. Les meules étaient entraînées chacune par une roue horizontale à cuillères en bois[réf. nécessaire].

## Généalogie des meuniers

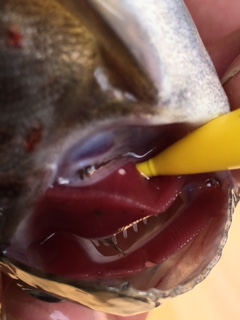
Le point blanc dans la branchie de la truite fario est une larve de moule perlière

En 1606, Benoit Salanon était propriétaire du moulin d'Ancette explique Joseph Salanon, dans l'article paru dans la revue Renouveau.
Joseph Salanon, dit « Jojo », décédé en juin 2014 à 82 ans, était le représentant de la 12e génération en ligne directe des Salanon, meuniers d’Ancette, et de la 15e génération de la même famille qui, avec Pierre Blanc, acheta le moulin le 25 juillet 1537.
Antoine Dancette possédait le moulin en 1470. 
Un acte de vente sur parchemin  de vessie de veau, du 25 juillet 1537 entre Jean et Thomas d'Ancette à Pierre Blanc.
Benoit Salanon est devenu propriétaire en 1606 en épousant une fille Blanc.
Les nouveaux propriétaires de ce bien familial, Isabelle et Gilles Bontemps souhaitent faire revivre le patrimoine du moulin avec l'association Les Amis de Saint Julien d'Ance, ils reçoivent ensemble FR3 le 13 juin 2017.

## Faune du canal d'Ancette
Les moules perlières (Margaritifera) du canal d'Ancette : Dans ce canal, l'écosystème est abondant et on y trouve une espèce fragile : les moules (ou mulettes) perlières qui y éclosent dans les branchies des truites fario. Sur le bassin de l'Ance du Nord, le recensement de 2010 a permis de dénombrer presque 6500 individus vivants.
Voir le reportage sur FR3 Auvergne.
Le canal d'Ancette regorge également d'écrevisses signal (Pacifastacus Leniusculus) qui détruit l'écrevisse authochtone à pattes blanches, en colonisant les mêmes endroits elle parvient à l'éradiquer.

## Flore
Le bief du moulin est bordé de fleurs sauvages comme la pimprenelle, la pulmonaire, la reine des près.  
On y trouve aussi de nombreux saules et sureaux.  